# Un amour de sorcière
Pour plus de détails, voir Fiche technique et Distribution.
Un amour de sorcière est une comédie romantique fantastique française, réalisée par René Manzor, sorti en 1997.

## Synopsis
Nous sommes au crépuscule de la sorcellerie. Le nombre de sorciers décline, et la question qui se pose est celle de leur descendance. Molok Edramareck (Jean Reno), le dernier sorcier mâle existant, n'a pas de successeur. De son côté Morgane (Vanessa Paradis), sorcière du Bien, l'une des quatre dernières sorcières toujours en vie et la seule pouvant encore enfanter, est mère d'un adorable bébé de onze mois : Arthur. Aussi, le 14 juin prochain, à 6 h du matin, ce dernier aura un an et comme tous les bébés sorciers, il devra être parrainé. Si c'est un sorcier du Bien qui le parraine, ses pouvoirs seront mis au service du Bien. Si au contraire il est parrainé par un sorcier du Mal, c'est vers le Mal que ses pouvoirs s'orienteront. Malheureusement, il ne reste plus qu'un sorcier sur Terre, Molok, et celui-ci défend le Mal.
La seule solution pour Morgane reste de faire perdre ses pouvoirs à Arthur, afin que Molok ne veuille plus de lui et qu'il ne serve pas le Mal. Pour ce faire, elle doit sacrifier au moment fatidique – soit le 14 juin à 6 h du matin – un simple mortel dont l'anniversaire coïncide avec cette date et cette heure. Trois hommes sur terre répondent à ces critères. Mais Molok, ayant envisagé que Morgane puisse recourir à cette échappatoire, les tue un à un. Par chance, la sorcière parvient à attirer dans ses filets le dernier de ceux-ci avant que Molok ne l'atteigne : un inventeur américain du nom de Michael Firth (Gil Bellows). Une fois que Michael aura été sacrifié, Arthur sera sauvé. Mais ce que Morgane n'a pas prévu, c'est de tomber amoureuse de Michael.

## Fiche technique
Sauf indication contraire, les informations mentionnées dans cette section peuvent être confirmées par la base de données cinématographiques IMDb,  présente dans la section « Liens externes ».
- Titre original et québécois : Un amour de sorcière[1]
- Titre international : Witch Way Love ; A Witch's Way of Love
- Réalisation et scénario : René Manzor
- Musique : Jean-Félix Lalanne
- Décors : Thierry Flamand
- Costumes : Annie Périer
- Photographie : Pal Gyulay
- Son : Jean-Paul Loublier, Laurent Quaglio, Patrick Rousseau
- Montage : Christine Kapsambelis-Pansu
- Production : Christian Fechner et Monty Diamond
  - Production déléguée : Didier Pain et Hervé Truffaut
  - Coproduction déléguée : Conchita Airoldi
  - Production associée : Sally Robinson
- Sociétés de production[2] : Les Films Christian Fechner, en coproduction avec TF1 Films Production, avec la participation de Canal+
- Sociétés de distribution :
  -  France : UGC Fox Distribution
  -  Belgique : Les Films de l'Elysée
  -  Canada : Motion International
  -  Suisse : Sadfi Films
- Budget : 14,8 millions d’ €[3]
- Pays de production :  France
- Langues originales : français, anglais, italien
- Format[4] : couleur - 35 mm - 2,35:1 (Cinémascope) (Panavision) - son Stéréo
- Genre : comédie, aventures, fantastique, romance
- Durée : 102 minutes
- Dates de sortie[1] :
  -  France : 19 mars 1997
  -  Belgique,  Suisse : 26 mars 1997[5]
  -  Canada : 31 octobre 1997
- Classification[6] :
  -  France : tous publics (conseillé à partir de 10 ans)[7],[8]
  -  Belgique : tous publics (Alle Leeftijden)[5]

## Distribution
- Vanessa Paradis : Morgane Edramareck
- Jean Reno : Molok Edramareck
- Gil Bellows (VF : Éric Herson-Macarel) : Michael Firth
- Jeanne Moreau : Eglantine Edramareck
- Dabney Coleman (VF : Michel Muller) : Joel Andrews
- Katrine Boorman : Rita
- Fantin Lalanne : Arthur Edramareck
- Malcolm Dixon (VF : Marc de Georgi) : Merlin
- Éléonore Hirt : Chloé Edramareck
- Louise Vincent : Fleur Edramareck
- Clément Harari : l'épicier
- Paula Dehelly : la garde d'enfant
- Nicholas Hawtrey (VF : Bernard Dhéran) : Thompson
- Agathe de La Boulaye : L'Infirmière
- Patrick Floersheim : le policier de l'aéroport
- Gilbert Melki : le détective
- Jean-Paul Solal : le médecin
- Rémy Roubakha : le détective
- Daniel Milgram : le chauffeur de taxi à Paris
- Jesse Joe Walsh : le chauffeur de taxi à New York
- Jim Adhi Limas : N'Guyen

## Production

### Attribution des rôles
- Patrick Floersheim (qui campe un rôle tertiaire de policier en début de film) avait déjà joué dans un autre film de René Manzor, 3615 code Père Noël (dans le rôle majeur du tueur déguisé en père Noël).
- Contrairement aux habitudes de René Manzor, le rôle récurrent de l'enfant lié à l'intrigue dans son film (ici, Arthur Edramareck) n'est plus interprété par Alain Musy (de son vrai nom Alain Lalanne, fils né en 1978 du réalisateur ainsi que neveu du compositeur, qui assumait ce poste dans ses deux précédents films mais n'a plus joué depuis 1995). Néanmoins, ce rôle type est de fait toujours assuré par un membre de sa famille (Fantin Lalanne).

### Tournage
- Le film a été tourné deux fois : une première fois en français, et la seconde en anglais.
- Lieux de tournage :
  - Le tournage s'est déroulé à Paris, New York, Venise, ainsi que dans les Pyrénées-Atlantiques, la Seine-Saint-Denis, le Val-d'Oise, l'Essonne, l'Oise et l'Aveyron.

### Musique
- À la demande de Jean-Félix Lalanne, Patsy a interprété en anglais la bande originale du film en duo avec Michael Jones.

## Autour du film
- Comme dans tous ses autres films, René Manzor y aborde la violence du monde extérieur, la transmission et le deuil du père (retourné dans Un amour de sorcière) et l'impuissance de la mère seule.
- C'est la première (et unique) fois que le réalisateur René Manzor n'apparaît pas dans l'un de ses propres films, ayant joué dans tous les autres un rôle de figuration.